# Riccardo Moroder
Riccardo Moroder (Ancona, 11 agosto 1876 – Ancona, 6 novembre 1941) è stato un imprenditore e politico italiano.

## Biografia
Discendente da una potente famiglia di Ancona, originaria della Val Gardena e trapiantata in città fin dal 1801, figlio di Fanny Colonnelli e Alessandro, si dedica fin dalla giovinezza all'agricoltura nella grande azienda paterna. Partecipa attivamente alla vita politica locale e fin dal 1920 aderisce al movimento fascista, nelle cui liste viene eletto nel 1923 consigliere comunale. Eletto successivamente assessore e sindaco nel 1926 viene nominato podestà, carica che lascia nel 1939 per problemi di salute. In forza dei suoi meriti viene nominato senatore su proposta del prefetto di Ancona.